# Alexis Tsipras
Alexis Tsipras (în greacă Αλέξης Τσίπρας; n. 28 iulie 1974) este un politician grec, fostul prim-ministru al Greciei, fiind în funcție din 26 ianuarie până la 27 august 2015 și începând cu 21 septembrie 2015. Din 2009 până în 2015 Tsipras a fost deputat în parlamentul Greciei și lider al Coaliției Stângii Radicale (SYRIZA).
În 2015 a fost inclus în lista Time 100 a celor mai influente 100 de persoane din lume, redactată de revista TIME.

## Prim-ministru al Greciei
Fiind învestit în funcția de prim-ministru pe 26 ianuarie 2015, la vârsta de 40 de ani, Tsipras a devenit cel mai tânăr prim-ministru al Greciei din ultimii 150 de ani. De asemenea, Tsipras este primul prim-ministru al Greciei care a depus jurământul de învestire în funcție într-o ceremonie civilă și nu într-una religioasă, întrucât el este ateu.
După câteva luni în funcția de premier marcate de negocieri tumultuoase cu creditorii externi ai Greciei, Tsipras a anunțat la 27 iunie un referendum pentru data de 5 iulie, unde cetățenii grecii urmau să decidă dacă acceptă sau nu noile condiții ale creditorilor. El a făcut un apel personal către populație să voteze voteze „Nu” la referendum, opțiunea care a fost aleasă de 61,3 % din votanți. După alte câteva zile de negocieri, la 13 iulie, Tsipras a ajuns la un acord cu creditorii, Grecia obținând un împrumut de 82–86 miliarde de euro, pe care va trebui să-i ramburseze gradual între 2015 și iunie 2018. Totodată, Grecia se angajează să aplice mai multe reforme de austeritate. Deși inițial, Tsipras a câștigat încrederea cetățenilor printr-o poziție radical opusă, contra măsurilor de austeritate, fiind în funcția de premier el a acceptat aceste condiții asumându-și răspunderea și declarând că a făcut asta „pentru a evita un dezastru în țară”. Drept urmare a acestor acțiuni, Tsipras a pierdut parțial susținerea colegilor de partid și coaliție, obținând în schimb o susținere a  opoziției. La data de 17 iulie, Tsipras a efectuat remanieri masive în guvern, zece miniștri și viceminiștri din cadrul echipei sale fiind demiși pentru că au votat împotriva „planului de salvare al Greciei” ce conținea reformele aspre cerute de creditorii internaționali pentru acordarea unui nou împrumut.
Pe 20 august 2015, Tsipras și-a dat demisia și a anunțat convocarea de alegeri parlamentare anticipate. Până la 27 august el a asigurat interimatul funcției, după care a fost înlocuit de Vassiliki Thanou-Christophilou, care a asigurat interimatul până la alegeri, ea fiind și prima femeie din istoria Greciei în postura de premier.
La alegerile anticipate din 20 septembrie 2015 SYRIZA a obținut 35,50% din voturi, Tsipras primind un nou vot de încredere. În ziua următoare, pe 21 septembrie, el a fost numit din nou în funcția de prim-ministru.